# Кушнірство

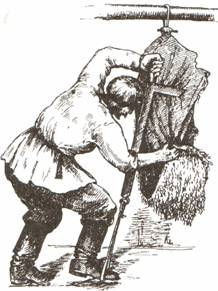
Український кушнір вичинює ключем овечу шкуру, за Зеленін Д. К. «Східно-слов'янська етнографія», Берлін, 1927

Кушні́рство, заст. кушнирство — традиційне українське ремесло, яке включало вичинку шкіри з хутром і пошиття з неї різного одягу.
З хутра українські кушніри шили численні види традиційного одягу — кожухи, кептарі, шапки тощо.
Це ремесло найтісніше пов'язане з галуззю мисливства, хутровим промислом, і мало на території України сприятливі умови — чимала кількість хутрових звірів по українських лісах в умовах клімату з різкими перепадами температури.
До прикладу, в Косівському повіті у 1880-х роках налічувалось 107 кушнірів.
Наприкінці XIX — на початку XX ст. виділяється кушнірством село Пістинь. Майстерність пістинських кушнірів була відома не тільки в усіх довколишніх селах, а й на Коломийщині, Снятинщині.
Але чи не найбільшим центром кушнірства в Україні було містечко Тисмениця (нині Івано-Франківська область).
З 1920-х років поширення кушнірства як ремесла значно звузилось у зв'язку з розвитком в УРСР хутрової промисловості.